# 亚历山德罗夫卡农村居民点 (贝科沃区)
亚历山德罗夫卡农村居民点（俄语：Александровское сельское поселение）是俄罗斯联邦伏尔加格勒州贝科沃区所属的一个农村居民点。其下辖有2个居民点，行政中心为亚历山德罗夫卡。据2016年统计，该农村居民点的人口为658人。